# Lo sguardo dei morti
Lo sguardo dei morti è il secondo ed ultimo EP del gruppo hardcore punk emiliano Stigmathe, prodotto da Giulio Tedeschi per Meccano Records.

## Tracce
1. Lo sguardo dei morti
2. I miei occhi
3. Volando stanotte